# Chions
Chions est une commune italienne de la province de Pordenone, dans la région Frioul-Vénétie Julienne.

## Administration
| Période                                  | Période | Identité | Étiquette | Qualité |
| ---------------------------------------- | ------- | -------- | --------- | ------- |
|                                          |         |          |           |         |
| Les données manquantes sont à compléter. |         |          |           |         |

### Hameaux
Basedo, Taiedo, Villotta, Torrate.

### Communes limitrophes
Azzano Decimo, Cinto Caomaggiore, Fiume Veneto, Pramaggiore, Pravisdomini, San Vito al Tagliamento, Sesto al Reghena.

## Honneurs
L'astéroïde (4630) Chaonis est nommé d'après la ville.

## Jumelage
- Luisant (France) ;
- Villanueva del Pardillo (Espagne).